# Bas-Lag
 (décembre 2020).
 (décembre 2020).
Bas-Lag est le monde imaginaire qui sert de cadre à plusieurs romans de l'auteur britannique China Miéville. Cet univers où magie (ici appelée thaumaturgie) et technologie steampunk cohabitent abrite un grand nombre de races intelligentes. S'y mêlent les thèmes et les codes des genres variés que sont la science-fiction, la fantasy et l'horreur.

## Romans
Jusqu'à présent, trois romans se déroulent à Bas-Lag : 
- Perdido Street Station (2000)
- Les Scarifiés (2002)
- Le Concile de fer (2004)

À cette trilogie s'ajoute la nouvelle Jasques, publiée en 2005 dans le recueil En quête de Jake et autres nouvelles.

## Géographie
Bas-Lag se compose de plusieurs continents. Seuls deux d'entre eux sont nommés dans les romans (Rohagi et Bered Kai Nev), bien que d'autres masses terrestres jouent également un rôle important.

### Rohagi
La superficie et la géographie de Rohagi nous sont inconnues. Nouvelle-Crobuzon se situe à environ 16 kilomètres à l'intérieur des terres par rapport à la côte Est, qui donne sur l'Océan démonté. Immédiatement au sud de la ville se trouve le bois de Rude, au delà duquel on rencontre les collines de Mendiant, au nord, situées sur la côte mais séparées de Nouvelle-Crobuzon par les montagnes du Bezhek, les ruines de Suroch, loin à l'ouest, par-derrière les monts de la Ballerine,

### Bered Kai Nev
Bered Kai Nev est un continent situé à l'est de Rohagi. Les Khépri en seraient originaires, mais ils en ont été chassés par un événement connu seulement par son nom, la "Dévoration", et vivent désormais comme réfugiés dans les villes de Rohagi. Cependant, des rumeurs prétendent que des Khépri au mode de vie primitif habiteraient toujours Bered Kai Nev. Aucune autre information ne nous est donnée.

### Îles et autres masses terrestres

#### Armada
« Armada » est le nom d'une ville pirate flottante pour la première fois mentionnée dans le volume Les Scarifiés,,. Cette ville a été créée il y a plus de mille ans et l'on connaît peu de ses origines. Dans Les Scarifiés, Armada est vue et décrite à travers les yeux de différents  citoyens récemment enrôlés de force, notamment les anciens habitants de Nouvelle-Crobuzon que sont Bellis Frédevin et le prisonnier Tanneur Sacq.
Armada est composée de centaines de navires, dirigeables et autres bâtiments maritimes assemblés et interconnectés, constituant une cité mobile sur les océans de Bas-Lag,,. Les navires, dont les plus vieux font partie d'Armada depuis plus de mille ans, intègrent des résidences et des usines construites sur leurs pont (et dans certains cas, dans leurs coques éventrées),. La ville est peuplée d'au moins cent mille habitants, composés d'êtres humains, Cactacés, Khépris, ci-après, recréés, Écaillots ainsi que beaucoup d'autres races. Les personnes de classes inférieures et même celles considérées comme des criminels dans leurs États de Bas-Lag sont acceptées comme les égaux des autres citoyens d'Armada à partir de leur enrôlement et en viennent même souvent à occuper des postes de pouvoir. Ainsi, la population d'Armada est socialement, culturellement et racialement très diversifiée.
Armada est divisée en différents districts, chacun étant dirigé par un organisme différent.
Correspondance des noms de lieux
| Nom traduit en français | Nom original anglais |
| Districts               | Districts            |
| ----------------------- | -------------------- |
| Aiguillau               | Garwater             |
| Chutsesch               | Dry Fall             |
| Beffroi                 | Booktown             |
| Doguenish               | Curhouse             |
| Vous-à-vous             | Thee-and-Thine       |
| Prélasse                | Bask                 |
| Jheure                  | Jhour                |
| Alose                   | Shaddler             |
| Le quartier hanté       | The Haunted Quarter  |
| Navires                 |                      |
| Grand Esterne           | Grand Easterly       |
| Arrogance               | Arrogance            |
| Trident                 | Trident              |
| Uroc                    | Uroc                 |
| Terpsichoria            | Terpsichoria         |
| Déesse Salée            | Salt Godling         |
| Lamentation du tailleur | Tailor's Moan        |
| Saskital                | Saskital             |
| Therianthropus          | Therianthropus       |

## Politique et société

### Races connues

#### Cactacées
Énormes cactus humanoïdes, les  Cactacées sont des êtres végétaux bien plus hauts qu'un Humain. Leurs jeunes poussent de la terre, mais sont ensuite élevés comme chez les mammifères. De la sève leur sert de sang. Ils sont réputés pour leur force, et sont parfois engagés comme ouvriers ou gardes du corps. Leur corps est composé de fibres, avec des os en bois, ce qui les rend très difficiles à tuer ou à blesser avec des armes normales; les balles de pistolet les traversent en leur causant au pire une douleur minime. Leur communauté à Nouvelle-Crobuzon est basée sous une immense structure en verre appelée la Serre, de jure une enclave indépendante au sein de la ville. Leurs guerriers manient comme armes de choix des arbalistes, arbalètes gargantuesques qui lancent des disques de métal capables de trancher les membres d'un Cactacée.

#### Humains
Les Humains semblent être la race dominante de Nouvelle-Crobuzon comme de Bas-Lag. Ils sont apparemment très similaires à leurs équivalents réels, si ce n'est que beaucoup savent utiliser la magie.

#### Mainmises
Les Mainmises sont des créatures parasites douées d'intelligence et semblables à des mains séparées du corps qui contrôlent l'esprit de leur hôte. Il y en a deux types : les sénestres, qui correspondent à la noblesse, et les dextrières, ou guerrières. Ces dernières, en possédant un corps humain ou xénian, peuvent combattre et sont munies de capacités surnaturelles comme cracher du feu ou avoir une force surhumaine. Elles sont souvent organisées en paires : la sénestre dirige, la dextrière attaque.

#### Vodyanoi
Les  Vodyanoi forment un peuple aquatique. Ils sont gras et semblables à des batraciens, avec des mains et des pieds palmés. Ils pratiquent l'"aquart", une forme de magie qui permet de modeler temporairement des objets solides à partir d'eau. Les vodyanoi ne survivent habituellement pas plus d'un jour hors de leur environnement aquatique et ils ne supportent pas l'eau de mer.